# إميليو كالدرا
إميليو كالدرا (بالإيطالية: Emilio Caldara) (20 يناير 1868 – 31 أكتوبر 1942) كان سياسيًا إيطاليًا بارزًا، وعضوًا في الحزب الاشتراكي الإيطالي. شغل منصب عمدة مدينة ميلانو، ويُعتبر من الشخصيات المؤثرة في الحركة الاشتراكية الإيطالية خلال أوائل القرن العشرين.

## الحياة المبكرة
وُلد كالدرا في ميلانو عام 1868، خلال فترة نشوء مملكة إيطاليا بعد التوحيد الإيطالي. نشأ في بيئة حضرية متأثرة بالتغيرات السياسية والاقتصادية، وبدأ نشاطه السياسي في صفوف الحركات الاشتراكية في شبابه المبكر.

## الحياة السياسية
انضم إلى الحزب الاشتراكي الإيطالي، وأصبح من الوجوه البارزة فيه خلال العقود الأولى من القرن العشرين. دعم الإصلاحات الاجتماعية وحقوق الطبقة العاملة، وركّز على تحسين أوضاع الفقراء والعمال في المناطق الحضرية.
في فترة ما بعد الحرب العالمية الأولى، وفي مناخ سياسي شديد الاضطراب، تم انتخابه **عمدةً لمدينة ميلانو**، المدينة الصناعية الكبرى ومركز الحراك العمالي. وقد ارتبط اسمه بمشاريع حضرية وإصلاحات تهدف إلى تحسين الخدمات العامة والعدالة الاجتماعية.

## معارضته للفاشية
كان كالدرا من أبرز المعارضين لصعود الفاشية بقيادة بينيتو موسوليني، وواجه ضغوطًا سياسية متزايدة بعد تولي الفاشيين السلطة في إيطاليا عام 1922. ومع ذلك، ظل ملتزمًا بمبادئه الاشتراكية حتى وفاته.

## الوفاة
توفي إميليو كالدرا في مسقط رأسه ميلانو بتاريخ 31 أكتوبر 1942، خلال سنوات الحرب العالمية الثانية والحكم الفاشي في إيطاليا.

## الإرث
يُعتبر كالدرا من رواد الحكم المحلي التقدمي في إيطاليا، وقد خُلّدت ذكراه كرمز من رموز الاشتراكية الديمقراطية في لومبارديا، ولا سيما في مدينة ميلانو التي تولّى رئاستها.